# 1339

## Události
- 20.–21. února – bitva u Parabiaga
- 21. června – bitva u Laupenu
- Císař Go-Murakami nastoupil na japonský Chryzantémový trůn.
- Kašmír byl dobyt muslimy.
- Všechny ulice města Florencie byly vydlážděny, čímž se stala prvním evropským městem s dlážděnými ulicemi
- V Moskvě byl postaven Kreml

### Probíhající události
- 1337–1453 – Stoletá válka

## Vědy a umění
- 12. května – založena univerzita v Grenoblu

## Narození
- 23. července – Ludvík I. z Anjou, titulární neapolský král a vévoda z Anjou († 1384)
- 1. listopadu – Rudolf IV. Habsburský, rakouský a korutanský vévoda a hrabě tyrolský († 27. července 1365)

- ? – Fridrich Bavorsko-Landshutský, bavorský vévoda († 1393)
- ? – Blanka Bourbonská, kastilská královna jako manželka Petra I. († 1361)
- ? – Jan V. Bretaňský, bretaňský vévoda († 1399
- ? – Eduard II. z Baru, hrabě z Baru († květen 1352)
- ? – Erik XII. Magnusson, švédský spolukrál († 21. června 1359)
- ? – Ali ibn Mohammed al-Jurjani, arabský encyklopedista († 1414)
- ? – Juana Manuela Kastilská, královna kastilská jako manželka Jindřicha II. Kastilského († 1381)
- ? – Anna Svídnická, třetí manželka Karla IV. († 1362)

## Úmrtí
- 17. února – Ota Habsburský, vévoda rakouský, štýrský a korutanský (* 23. července 1301)
- 26. května – Aldona Anna Litevská, polská královna jako manželka Kazimíra III. (* asi 1309)
- 16. srpna – Azzo Visconti, vládce Milána (* 1302)
- 26. srpna – Jan z Caramoly, francouzský řeholník, blahoslavený (* ? 1280)
- 1. září – Jindřich II. Dolnobavorský, bavorský vévoda (* 1305)
- 19. září – japonský císař Go-Daigo (* 1288)
- 29. října – Alexandr I. Tverský, kníže tverský a velkokníže vladimirský (* 1301)
- 10. prosince – Hedvika Kališská, polská královna jako manželka Vladislava I. Lokýtka (* 1266)
- Rangdžung Dordže, tibetský mnich, 3. karmapa školy Karma Kagjü (* 1284)
- Petr Žitavský, opat Zbraslavského kláštera (* 1260–1275)

## Hlava státu
- České království – Jan Lucemburský
- Moravské markrabství – Karel IV.
- Svatá říše římská – Ludvík IV. Bavor
- Papež – Benedikt XII.
- Švédské království – Magnus II. Eriksson
- Norské království – Magnus VII. Eriksson
- Dánské království – bezvládí
- Anglické království – Eduard III.
- Francouzské království – Filip VI. Valois
- Aragonské království – Pedro IV.
- Kastilské království – Alfons XI. Spravedlivý
- Portugalské království – Alfons IV. Statečný
- Polské království – Kazimír III. Veliký
- Uherské království – Karel I. Robert
- Byzantská říše – Andronikos III. Palaiologos